# Cornelia Johanna van den Berg-van der Vlis

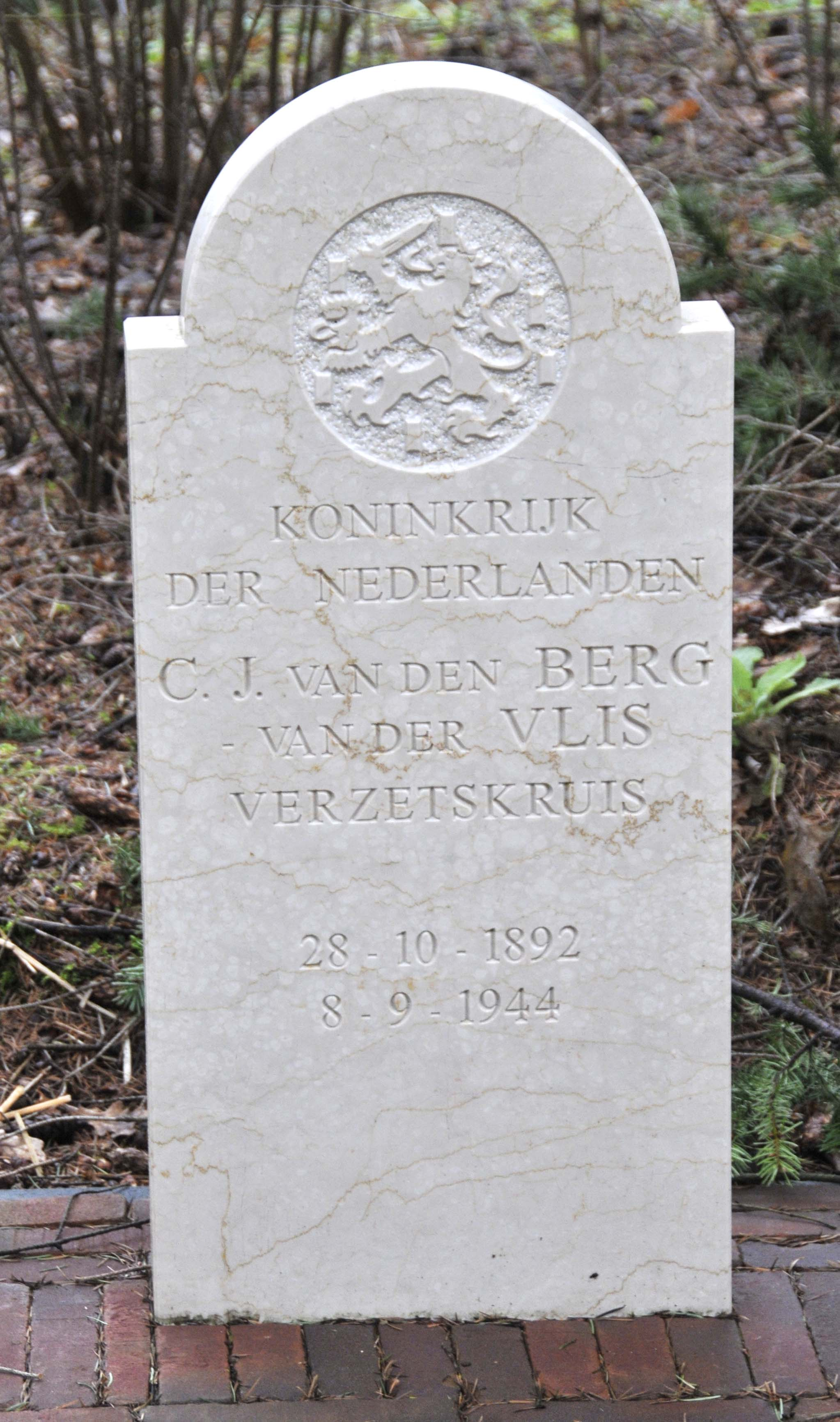
Graf van Cor van den Berg-van der Vlis op begraafplaats Rustoord

Cornelia Johanna (Cor) van den Berg-van der Vlis ('s-Gravenhage, 28 oktober 1892 - Vries, 8 september 1944) was een Nederlands verzetsstrijder tijdens de Tweede Wereldoorlog.
Van den Berg was actief in het verzet in Friesland. Haar verzetsnaam was "Annie Westland". De oorsprong van deze naam was een combinatie van haar roepnaam met haar afkomst uit Den Haag. Dit was voor Friezen 'het Westen'. Ze was actief als lid van de OD en LO te Leeuwarden. Ze was hoofdkoerierster in Friesland van de Landelijke Organisatie voor Hulp aan Onderduikers. Toen ze koeriersdiensten in Utrecht deed werd ze door verraad opgepakt aan de Oude Gracht op 9 augustus 1944 in een pand wat even daarvoor door de Sicherheitsdienst was ingenomen. Ze zetten een val voor Van den Berg op. Na haar arrestatie werd ze via Leeuwarden naar Groningen gebracht, waar zij in het Scholtenhuis werd verhoord. Ze is tegelijk met predikant Lourens Touwen gefusilleerd in de Zeijer Strubben (gemeente Tynaarlo) in de buurt van het dorp Vries, bij Assen. 
Cornelia Johanna was weduwe van de kapitein der Infanterie Christiaan Frederik van den Berg die al een jaar eerder door de Duitsers was gedood. Na de bevrijding zijn de stoffelijke overblijfselen van Van den Berg en haar echtgenoot  naast elkaar herbegraven op het Nederlandse erehof van de begraafplaats Rusthof te Leusden.
Na de oorlog werd Van den Berg bij Koninklijk Besluit van 25 juli 1952 onderscheiden met het Verzetskruis 1940-1945. Ook kreeg zij het Verzetsherdenkingskruis. Haar naam staat vermeld op de Erelijst van Gevallenen 1940-1945. In Leeuwarden is in de Vrijheidswijk een flat en een straat naar haar genoemd, de in 1965 gebouwde Annie Westlandflat (gesloopt in april 2009) en de Annie Westlandstraat.
Op 8 september 1994, precies 50 jaar nadat ze gefusilleerd zijn, is in Zeijer Strubben, in het bijzijn van nabestaanden en genodigden, een monument onthuld, bestaande uit een aantal stenen, waarop een bronzen plaquette is aangebracht waarop de namen van Cornelia Johanna van den Berg van der Vlis en ds. Louwen Touwen zijn vermeld, alsmede hun geboortejaren en de datum van executie.